# Sergei Antonovich Klychkov
Sergei Antonovich Klychkov (tiếng Nga: Серге́й Анто́нович Клычко́в, họ thật là Leshenkov) (1 tháng 7 năm 1889 – 8 tháng 10 năm 1937) – nhà thơ, nhà văn, dịch giả Nga.

## Tiểu sử
Sergei Klychkov sinh ở làng Dubrovka, tỉnh Tver, là con trai của một người thợ đóng giày. Học phổ thông ở Taldoma và sau đó, Moskva. Năm 1905 tham gia Khởi nghĩa Tháng Chạp ở Moskva. Năm 1906 viết nhiều bài thơ về đề tài cách mạng. Năm 1908 được Tchaikovssky giúp đỡ về tài chính, đã đi sang Ý. Ở đây Klychkov đã gặp Maxim Gorky. Tháng 9 năm 1908 vào học ở khoa Sử và Ngôn ngữ, Đại học Quốc gia Moskva nhưng không tốt nghiệp. Những năm 1919 – 1921 sống ở vùng Krym, năm 1921 về Moskva và cộng tác với tờ tạp chí Красная новь.
Klychkov tự nhận mình là nhà thơ nông dân, gần gũi với Sergei Aleksandrovich Yesenin, Nikolai Alekseevich Klyuev. Những tập thơ đầu: Песни: Печаль-радость. Лада. Бова (1911) và Потаенный сад (1913) mang phong cách riêng của trường phái này. Cùng với sáng tác thơ, Klychkov còn viết tiểu thuyết, truyện, phê bình và dịch thơ của các nhà thơ cổ điển Gruzia.
Sergei Klychkov bị bắt theo lời tố giác sai là đã tham gia vào tổ chức chống chính quyền Xô Viết ngày 8 tháng 10 năm 1937 và bị xử bắn ngay trong ngày hôm đó. Năm 1956 được phục hồi danh dự.

## Tác phẩm
- Песни, 1911
- Потаенный сад. Стихи, 1913, 2-е изд. — 1918
- Дубрава. Стихи, 1918
- Гость чудесный. Стихи, 1923
- Домашние пес¬ни. Стихи, 1923
- Сахарный немец, 1925
- Чертухинский балакирь, 1926
- Последний Лель, 1927
- Та¬лисман. Стихи, 1927
- Князь мира, 1928
- В гостях у журавлей. Сти¬хи, 1930
- Сараспан. Обработки фольклора и переводы, 1936

## Một số bài thơ
| Tình yêu Tình yêu là một đứa trẻ rất gàn Tình rất cần sự quan tâm chăm sóc Từ lọt lòng cho đến lên tám năm Không được bỏ rơi mà cần vồ vập. Và để tránh hiềm khích hay chửi mắng Cần khôn ngoan, thong thả chọn vú nuôi Và để người Digan không ăn trộm Bỏ tình lên xe nhỏ kéo theo người! Nuôi bằng sữa mẹ từ buổi lọt lòng Còn khi ngủ đặt tình ngay giữa ngực Không đặt lên bàn mà thiếu đề phòng Những thứ cay: như ớt hay mù tạc! Còn nếu không, có thể sẽ như vầy Để vấy bẩn lên tay và trang phục Rồi mùi mù tạc bốc suốt cuộc đời Mà cay đắng sau vòng tay ôm ấp! Còn khi có sự chăm sóc thật tốt Thì con trai, con gái sẽ ra đời Và đôi bờ mi dựng đứng buông lơi Còn đôi má hồng tươi và phục phịch. Nhưng mà ta cần biết một điều rằng Hạnh phúc sẽ không kéo dài mãi mãi Có thể sẽ theo chồng – cô con gái Và cậu con trai có thể ra riêng! Đứa bé con yếu đuối và gầy còm Qua tất cả cùng em bằng phận số Sống cùng em cho đến ngày xuống mộ Và sẽ nằm vào trong mộ cùng em! Cùng với tình, chỉ không cần tã lót Cho người ta không thấy sự hân hoan Tình yêu – là một đứa trẻ rất gàn Nó cần được trông nom và chăm sóc! Tình ra đi Tình ra đi với gương mặt dễ thương Với nụ cười nhìn xuống từ đôi mắt Em đã sống hết và anh sống hết Trăng sáng kia không phải để chúng mình. Trăng đẹp xinh như vương miện trong sương Trăng soi sáng, trăng nằm trên mây gió Nhưng với em trăng không còn quyến rũ Và trăng không còn bùa phép với anh. Những bài hát vui ngày hội không còn Những bó lúa giờ chất đầy trước cổng Và những bông tuyết im lìm rơi xuống Trên thái dương em, trên trán của anh. Giờ băng giá đang ngày một mạnh lên Anh rất cần, và cả em cũng thế Ta cần vội vàng xua đi dòng lệ Dòng lệ nằm trên những bó lúa vàng. Và ta không hiểu những tin màu đen Chảy thành luồng vào buổi chiều chồng chất Khi cây chổi chôn vào trong ngũ cốc Một bông hoa có những cánh vô hồn. Bản dịch của Nguyễn Viết Thắng | Любовь - неразумный ребенок Любовь - неразумный ребенок - За нею ухаживать надо И лет до восьми от пеленок Оставить нельзя без пригляда. От ссоры пасти и от брани И няню брать с толком, без спешки. А чтоб не украли цыгане, Возить за собою в тележке! Выкармливать грудью с рожденья, А спать класть у самого сердца, На стол без предупрежденья Не ставить горчицы и перца! А то может так получиться, Что вымажет ручки и платье И жизнь вся пропахнет горчицей, А с горечью что ж за объятья! И вот за хорошим уходом Поднимется дочь иль сынишка - И брови крутые с разводом, И щеки как свежие пышки! Но так, знать, положено нам уж, Что счастью не вечно же длиться: И дочь может выскочить замуж, И может сынок отделиться! Ребенок же слабый и хилый, Во всем обойденный судьбою, С тобой доживет до могилы И ляжет в могилу с тобою! С ним только вот, кроме пеленок, Другой не увидишь отрады: Любовь - неразумный ребенок, Смотреть да смотреть за ней надо! Ушла любовь с лицом пригожим Ушла любовь с лицом пригожим, С потупленной улыбкой глаз,— Ты прожила, и я жизнь прожил, И не для нас вверху луна зажглась. Красуяся венцом в тумане, На облаке луна лежит, Но ни тебя она не манит, Ни больше мне она не ворожит... Прошли веселые отжинки, На стражу встал к воротам сноп, И тихо падают снежинки Тебе в виски, а мне на хмурый лоб. Теперь пойдут крепчать морозы, И надо нам, тебе и мне, Спешить, обмахивая слезы, На ворох умолота на гумне. И не понять нам вести черной, Под вечер огребая ток, Когда метла схоронит в зерна С безжизненной головкою цветок. |